# Ван дер Лем, Герард
Питер Герардюс (Герард) ван дер Лем (нидерл. Pieter Gerardus "Gerard" van der Lem, 5 ноября 1952, Амстердам) — нидерландский футболист и тренер.

## Карьера
Выступал за юношескую команду «Аякса». На взрослом уровне дебютировал в составе «Амстердама». Позднее играл в «Фейеноорд». Ван дер Лем вызывался в расположение сборной Нидерландов, но в её составе так и не дебютировал. Завершил карьеру в 32 года из-за травмы колена. Повесив бутсы на гвоздь, ван дер Лем работал сантехником в фирме тестя и в видеомагазине, а по вечерам помогал наставнику Хансу ван Дорневелду в «Харлеме».
В 1990 году Лео Бенхаккер пригласил ван дер Лема в тренерский штаб «Аякса». В нём он отработал семь лет. Несколько лет специалист успешно работал в связке с Луи ван Галом и отвечал за переход игроков из молодёжного состава в основной. Позднее он ассистировал ему в «Барселоне». В 2002 году нидерландец возглавил сборную Саудовской Аравии. Её он привел к победам в Кубке арабских наций и в Кубке наций Персидского залива, но провалился во время китайского Кубка Азии 2004 года. На нём аравийцы не смогли преодолеть групповой этап. Во время работы в этой стране ван дер Лем перенёс сердечный приступ, который привёл к недолгой остановке сердца.
В последние годы тренер помогал Хенку Тен Кате в «Панатинаикосе» и Шоте Арвеладзе в «Кайсериспоре». Из-за болезни дочери был вынужден приостановить карьеру.

## Достижения

### Футболиста
- Обладатель Кубка Нидерландов (1): 1979/80.
- Финалист Кубка Нидерландов (2): 1975/76, 1980/81.

### Ассистента
- Победитель Лиги чемпионов УЕФА (1): 1995.
- Финалист Лиги чемпионов УЕФА (1): 1996.
- Обладатель Кубка УЕФА (1): 1992.
- Обладатель Суперкубка УЕФА (2): 1995, 1997.
- Обладатель Межконтинентального кубка (1): 1995.
- Чемпион Нидерландов (3): 1993/94, 1994/95, 1995/96.
- Обладатель Кубка Нидерландов (2): 1992/93, 2005/06.
- Обладатель Суперкубка Нидерландов (4):  1993, 1994, 1995, 2005.
- Чемпион Испании (2): 1997/98, 1998/99.
- Обладатель Кубка Испании (1): 1997/98.

### Тренера
- Обладатель Кубка арабских наций (1): 2002.
- Обладатель Кубка наций Персидского залива (1): 2003.